# Svazek obcí Kunštátsko-Lysicko
Svazek obcí "Kunštátsko-Lysicko" je svazek obcí v okresu Blansko, jeho sídlem jsou Drnovice a jeho cílem je regionální rozvoj obecně. Sdružuje celkem 22 obcí a byl založen v roce 2000.

## Obce sdružené v mikroregionu
- Bedřichov
- Býkovice
- Černovice
- Dlouhá Lhota
- Drnovice
- Hodonín
- Kozárov
- Krhov
- Kunčina Ves
- Kunštát
- Lhota u Lysic
- Lysice
- Makov
- Nýrov
- Rozseč nad Kunštátem
- Sebranice
- Štěchov
- Tasovice
- Voděrady
- Zbraslavec
- Kunice
- Újezd